# Rajd Sachsenring 1981
Rajd Sachsenring 1981 (25. Rallye Sachsenring 1981) – 25. edycja rajdu samochodowego Rajd Sachsenring rozgrywanego w NRD. Rozgrywany był od 9 do 11 kwietnia 1981 roku. Rajd był pierwszą rundą Rajdowego Pucharu Pokoju i Przyjaźni w roku 1981.

## Klasyfikacja rajdu
| Miejsce                        | Kierowca                       | Pilot                          | Samochód                       | Czas                           | Strata                         |                                |
| Klasyfikacja generalna i RPPiP | Klasyfikacja generalna i RPPiP | Klasyfikacja generalna i RPPiP | Klasyfikacja generalna i RPPiP | Klasyfikacja generalna i RPPiP | Klasyfikacja generalna i RPPiP | Klasyfikacja generalna i RPPiP |
| ------------------------------ | ------------------------------ | ------------------------------ | ------------------------------ | ------------------------------ | ------------------------------ | ------------------------------ |
| 1.                             | Leo Pavlík                     | František Šimek                | Renault 5 Alpine               | 1:27:35                        | -                              |                                |
| 2.                             | Maciej Stawowiak               | Ryszard Żyszkowski             | FSO Polonez 2000               | 1:30:34                        | +2:59                          |                                |
| 3.                             | Nikolay Bolshikh               | Igor Bolshikh                  | Lada VAZ 21011                 | 1:33:34                        | +5:59                          |                                |
| 4.                             | Marian Bublewicz               | Marek Pawłowski                | Opel Kadett GT/E               | 1:33:57                        | +6:22                          |                                |
| 5.                             | Dieter Heimbürger              | Roland Weitz                   | Wartburg 353 W                 | 1:34:20                        | +6:44                          |                                |
| 6.                             | Andrzej Radecki                | Romuald Zbigniew Kabulski      | FSO Polonez 2000               | 1:34:44                        | +7:09                          |                                |
| 7.                             | Zdeněk Pipota                  | Jan Pospíšil                   | Škoda 130 RS                   | 1:34:49                        | +7:14                          |                                |
| 8.                             | Jiří Urban                     | Petr Böhm                      | Škoda 130 RS                   | 1:35:12                        | +7:37                          |                                |
| 9.                             | Vello Õunpuu                   | Aarne Timusk                   | Lada VAZ 21011                 | 1:36:40                        | +9:04                          |                                |
| 10.                            | János Hideg                    | Zoltán Kecskeméti              | Lada VAZ 21011                 | 1:37:09                        | +9:34                          |                                |